# Tommyland: The Ride
Tommyland: The Ride es el segundo álbum de estudio del músico estadounidense Tommy Lee, publicado el 9 de agosto de 2005.

## Lista de canciones
| N.º | Título                                              | Featured guest | Duración |  |
| 1.  | «Good Times» (Canción de Tommy Lee Goes to College) | Butch Walker   | 3:06     |  |
| 2.  | «Hello, Again»                                      | Andrew McMahon | 4:04     |  |
| 3.  | «Tryin to Be Me»                                    | Chad Kroeger   | 3:33     |  |
| 4.  | «Sister Mary»                                       | Carl Bell      | 3:27     |  |
| 5.  | «The Butler»                                        |                | 0:37     |  |
| 6.  | «Tired»                                             | Joel Madden    | 3:25     |  |
| 7.  | «I Need You»                                        | Andrew McMahon | 3:09     |  |
| 8.  | «Make Believe»                                      | Earl Crispin   | 3:04     |  |
| 9.  | «Makin Me Crazy»                                    | Dirty Harry    | 3:49     |  |
| 10. | «Watch You Lose»                                    | Earl Crispin   | 2:39     |  |
| 11. | «Say Goodbye»                                       | Nick Carter    | 3:36     |  |
| 12. | «Hello, Again» (Acústica)                           | Bonus track    | 4:02     |  |

## Listas de éxitos
Álbum
| Año  | Lista         | Posición |
| ---- | ------------- | -------- |
| 2002 | Billboard 200 | 62       |
| 2002 | Aria Charts   | 94       |